# والتر مارشال، بارون مارشال گورینگ

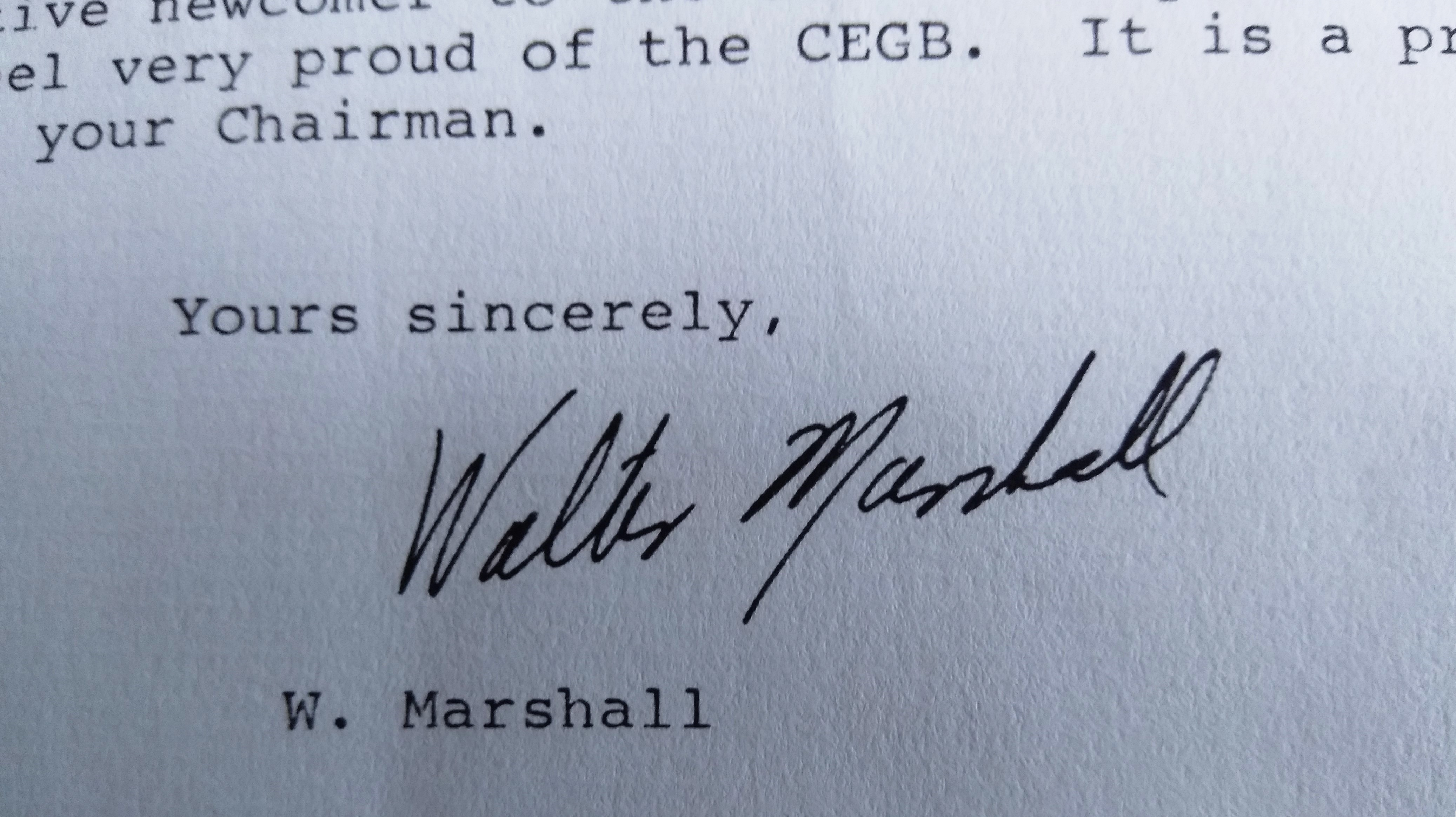
نگاره‌ای از امضای والتر چارلز مارشال - ۱۹۸۵

والتر چارلز مارشال، بارون مارشال گورینگ (۵ مارس ۱۹۳۲ در رامنی، کاردیف - ۲۰ فوریه ۱۹۹۶، در لندن) یک فیزیکدان نظری برجسته و رهبر در بخش انرژی انگلیس بود. او پسر فرانک مارشال و ایمی پیرسون است، او در دانشگاه بیرمنگام ریاضیات فیزیک را فرا گرفت و در آنجا تحت نظر رودولف پیرلز دکترای خود را به دست آورد. در سال ۱۹۵۵ با ان شپرد در کاردیف ازدواج کرد و یک پسر و یک دختر داشت. وی در سال ۱۹۵۴ به بخش فیزیک نظری در AERE Harwell پیوست و در سال ۱۹۶۰ برایان فلاور به عنوان رئیس آن بخش و در سال ۱۹۶۸ مدیر AERE شد. سرانجام در سال ۱۹۸۱ به عنوان رئیس سازمان انرژی اتمی انگلستان منصوب شد. در سال ۱۹۷۳ نشان امپراتوری بریتانیا (CBE) را دریافت کرد، او در سال ۱۹۸۲لقب شوالیه گرفت. وی به عنوان قهرمان انرژی هسته ای، در سال ۱۹۸۳ به عنوان رئیس هیئت مدیره تولید برق مرکزی منصوب شد. برای موفقیت وی در روشن نگه داشتن چراغ کشور در اعتصاب کارگران معترض طولانی در ۱۹۸۴–۵، مارگارت تاچربه او پاداش اشرافیت داد و او در ۲۲ ژوئیه ۱۹۸۵ بارون مارشال گورینگ، از ساوت استوک در ایالت آکسفوردشایر شد.

## موقعیت شغلی
| مناصب تجاری         | مناصب تجاری                                                    | مناصب تجاری        |
| ------------------- | -------------------------------------------------------------- | ------------------ |
| پیشین: Glyn England | Chairman of the Central Electricity Generating Board ۱۹۸۲–۱۹۸۹ | پسین: Gil Blackman |